# Христофор Жефарович
Христофор Жефарович (на сръбски: Христофор Жефаровић или Hristofor Žefarović; на македонска литературна норма: Христофор Жефаровиќ) е български зограф, гравьор, писател и поет, деец на илиризма.

## Биография
Жефарович е роден през втората половина на XVII век в град Дойран, в източната част на Македония. Произхожда от свещенически род и самият става монах. Странстващ калугер, доста начетен и просветен, Жефарович рисува и търгува с книги, икони и църковна утвар. Името му за първи път се споменава в Белград в 1734 година, където е известен като добър зограф. Известно време прекарва в манастира „Свети Наум“ в Охрид. Първото запазено негово произведение са стенописите в храмовете на манастирите Боджани във Войводина (1737) и Шиклош (1739). Негово дело са и иконостасните икони в църквата „Свети Николай“ в Кожани. След 1740 година започва да се занимава изключително с гравюра на мед и илюстриране на книги.
През 1741 година Жефарович започва работа в гравьорското ателие на Тома Месмер във Виена. Там отпечатва листови икони, изображения, гравирани върху мед, щампи на светците Сава Сръбски, Теодор Стратилат, Теодор Тирон, Никола, Наум и Дамян, както и книги, пропагандиращи илиризма. Сред тях най-важно място заема книгата „Стематография“, която бързо се разпространява сред южните славяни. Той е автор и на книгата с църковно съдържание „Поучение святителское к новопоставленному йерею“ (1742), както и два учебника – буквар и граматика, а също и „Описание светаго божия града Йерусалима“ (1748).
През 1744-1746 година Жефарович посещава Света гора и пътува за поклонение до Яфа и Йерусалим през Солун. В резултат на това пътуване, през 1748 година написва книгата „Описание светата божия града Ерусалима“. В началото на 1753 година Жефарович през град Токай в Унгария на път за Русия, където, явно болен, пише своето завещание, което поверява на руския посланик във Виена, и в което подчертава своя български произход.
Пристигайки в Русия, Жефарович се установява в Богоявленския манастир в Москва, където и умира на 18 септември 1753 година.

## Стематография
Най-голямо значение за южнославянското възраждане има книгата „Стематография“, издадена от Жефарович във Виена през 1741 година. При съставянето ѝ Жефарович използва „Стематографията“ Павел Ритер-Витезович (1701), който ползва „Царството на славяните“ на Мавро Орбини (1601). „Стематографията“ е илюстрирана от Жефарович с гравюри на мед и с графики. Съдържа 20 изображения на български и сръбски владетели и светци, както и 56 герба на славянски и други балкански страни, с обяснителни четиристишия под тях – пръв пример за модерна светска българска и сръбска поезия.
Стематографията оказва изключително силно влияние върху българското (Паисий Хилендарски) и сръбското възраждане. Под нейно влияние се намира цялата българска хералдика през XIX век. След Освобождението на България за кратко в княжеската администрация е използван като държавен символ гербът от „Стематография“, но поставен в хермелинова мантия с княжеска корона над нея. Този герб задълго остава върху държавния печат и на печатите на държавните учреждения, даже и след приемането на официалния герб (също повлиян от този от „Стематография“) от Народното събрание. Гербът на Източна Румелия също е разработен по подобие на герба на Константинопол (наречен „герб на Ромения“) от „Стематография“.

## Етническа принадлежност
Христофор Жефарович работи за духовното възраждане и на българския, и на сръбския народ. Жефарович говори за славяните (южните славяни), като за част от илирийския народ. Жефарович нарича себе си „ревнитель отечества болгарскаго“, но говори и за „отечество сербско наше“ и се подписва „иллирïко рассïанскïи общïй зографъ“. В завещанието си изрично отбелязва, че сродниците му са „булгарской нации... въ православной архіепископіи Салонской въ городѣ Догріанѣ братъ родной свящтеникъ и протчія сродники“.
До края на XIX век Жефарович е определян като българин, включително от много сръбски историци, като Р. Връховац, Н. Андрич, Д. Руварац. По-късно етническата му принадлежност става предмет на спор между българската и сръбската историография. Въпреки тези спорове неговите деяния, продължавайки да бъдат почитани от двата етноса, не остават на заден план.

## Памет
На Христофор Жефарович е наречена улица в квартал „Надежда I“ в София (Карта).